# إزرائيل غوتيرز
إزرائيل غوتيرز (بالإنجليزية: Israel Gutierrez)‏ هو صحفي وكاتب العمود أمريكي، ولد في 18 أغسطس 1974.